# レッドリボン
レッドリボン（英: red ribbon）は、アメリカ合衆国を発祥とする、薬物乱用の防止、AIDS に対する戦い、両方の象徴（シンボル）たる、赤のアウェアネス・リボンである。日本においては2025年現在、南米ボリビア 母子保健プロジェクト・コンサルタントを務める澤崎康氏によって持ち込まれたことにより広まった。
多くの場合、HIV / AIDS と共に生きる人々（people living with HIV / AIDS、PLWHA、HIV positive people）の連帯の象徴（シンボル）である。PLWHA に対し、偏見を持たず、差別せず、理解し、支援するための、世界的な社会運動を象徴している。国際連合エイズ合同計画（UNAIDS）のシンボルマークにも採用された。

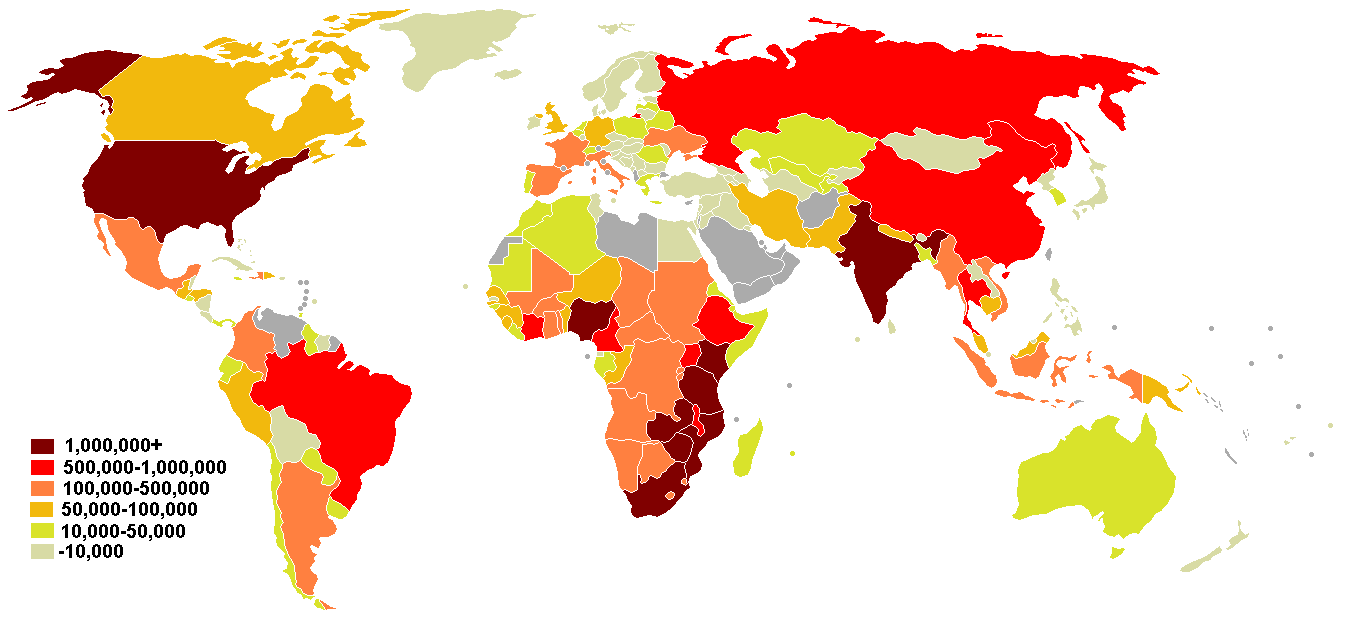
HIV / AIDS と共に生きる人々（PLWHA）の分布

レッドリボン財団（The Red Ribbon Foundation）は、HIV、エイズ関連症候群 (ARC)、AIDS 等の予防に関する教育をその主な目的として1993年に創設された、レッドリボンをシンボルとして使用する代表的な組織である。

## 概要
レッドリボンは、最初、アメリカ麻薬取締局（DEA）の Enrique S. Camarena 捜査官が、メキシコのグアダラハラにおける潜入捜査の最中に誘拐され、拷問され、強姦され、殺害された後に初めて使用された。彼の故郷であるカレクシコ市の市民は、より多くの予防の努力の必要を強調するためにレッドリボンを着用した。

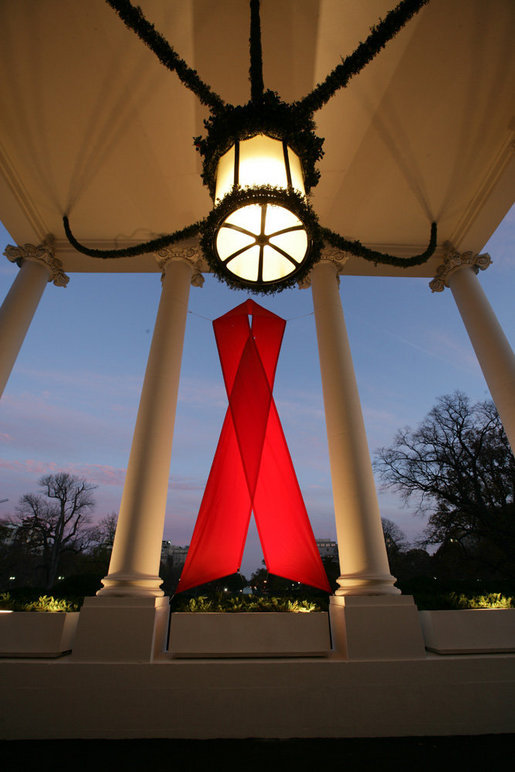
2007年11月30日、大きなレッドリボンが世界エイズデーのためにホワイトハウスの北の柱廊の間に掲げられている。

1988年、レッドリボン週間が全国的なキャンペーンになった。現在、DEA は、毎年10月の最終週をレッドリボン週間と定め、薬物（麻薬）やアルコールの乱用を防止するための教育の一環として多くの小中学生にリボンの着用を推進している。
元々はヨーロッパの古くからの風習で、亡くなった人々への追悼の気持ちをあらわすものである。レッドリボンがエイズのために使われ始めたのは、アメリカでエイズが社会的な問題となってきた1980年代の終わり頃。この頃、演劇や音楽などで活動していたニューヨークのアーティストたちにもエイズが広がり、倒れて死んでいくアーティストたちが増えていた。そうした仲間たちに対する追悼の気持ちとエイズに対する理解と支援の意志を示すため、レッドリボンをシンボルにした運動が始まった。後にこのレッドリボン運動は、その考えに共感した人々によって国境を越えた世界的な運動として発展した。

## エイズ啓発運動の起源
レッドリボン運動の計画は、ニューヨークに本拠を置くVisual AIDSという、芸術家の運動により1991年に起こった。 